# スーパーグレード
スーパーグレードとは、オートレースの競走格付けにおいて、最高位に格付けされた競走のことをいう。SG（エスジー）と略される。1995年4月1日のグレード制導入以前は特別競走（または特別企画競走）と呼称されていた。最多優勝は、高橋貢の「21回」である。

## SG競走
現在、以下の5つのSG競走があり、スーパースター王座決定戦を除き原則として各オートレース場の持ち回りで行われている。
- オールスターオートレース

4月に開催。出場選手は前回優勝者、ファン得票総数上位80名（投票対象は、S級及びA級選手）、主催施行者の推薦枠15名（各地区3名）、計96名。
- オートレースグランプリ

2016年度より8月に開催。出場選手は前回優勝者、当年度前期適用ランクS級48名、選考期間1年間のGIレース（特別GIを含む）優勝者及び各場優勝戦ポイント（優勝戦進出者に与えられる）上位者、計96名。
- 日本選手権オートレース

11月に開催。出場選手は前回優勝者、当年度後期適用ランクS級48名、選考期間（前年7月1日～当年6月30日）の良走路競走成績上位者、計96名。
- スーパースター王座決定戦

12月に川口オートレース場で開催。当年1年間のSG4戦の優勝者・各オートレース場競走成績1位・当年1年間のSG4戦およびプレミアムカップ (特別GI) の優勝戦ポイント上位者の計16名をもってトライアル戦を行い、その成績上位者8名にのみ出場権が与えられる。なお、スーパースター王座決定戦およびそのトライアルが行われる開催節をスーパースターフェスタと呼ぶ。
- 全日本選抜オートレース

2月ないし3月に開催されるが、2016年度以降、開催時期が変動した時期があった。出場選手は前回優勝者、当年度後期適用ランクS級48名、平均賞金獲得上位者（選考期間：前年7月1日〜当年6月30日）、計96名。
その他のSGレースとして、東西チャンピオンカップが1997年より2000年まで4年間開催された。

## グランドスラム
過去にSG全レースを制覇し生涯グランドスラムを成し遂げた選手としては、現在以下の7名がいる。達成順に列挙する。
- 片平巧（船橋オートレース場所属、故人） - 1998年12月、第2回オートレースグランプリで達成。東西チャンピオンカップも含めた6冠制覇。
  - 全日本選抜オートレース '96, '01　2回
  - スーパースター王座決定戦 '95, '96, '97, '98, '01　5回
  - オートレースグランプリ '98, '00　2回
  - 東西チャンピオンカップ '97　1回
  - オールスターオートレース '95, '96　2回
  - 日本選手権オートレース '90, '93, '94　3回
- 永井大介（達成当時は船橋オートレース場所属） - 2010年11月、第42回日本選手権で達成。
  - 日本選手権オートレース '10, '11, '12, '15　4回
  - スーパースター王座決定戦 '08, '14, '18　3回
  - オートレースグランプリ '08, '13, '14　3回
  - オールスターオートレース '09, '12, '13　3回
  - 全日本選抜オートレース '09, '13　2回
- 浦田信輔（飯塚オートレース場所属） - 2011年12月、第26回スーパースター王座決定戦で達成。
  - オールスターオートレース '04, '06, '15　3回
  - 全日本選抜オートレース '00, '14　2回
  - スーパースター王座決定戦 '11　1回
  - オートレースグランプリ '01　1回
  - 日本選手権オートレース '01　1回
- 高橋貢（伊勢崎オートレース場所属） - 2012年9月、第16回オートレースグランプリで達成。東西チャンピオンカップも含めた6冠制覇。
  - スーパースター王座決定戦 '99, '04, '09, '12　4回
  - オートレースグランプリ '12, '17　2回
  - 全日本選抜オートレース '02, '04, '08, '11　4回
  - オールスターオートレース '97, '98, '99, '10, '11　5回
  - 日本選手権オートレース '97, '98, '00, '04　4回
  - 東西チャンピオンカップ '98, '00　2回
- 中村雅人（川口オートレース場所属） - 2016年8月、第20回オートレースグランプリで達成。
  - オートレースグランプリ '16　1回
  - 全日本選抜オートレース '16　1回
  - オールスターオートレース '14　1回
  - 日本選手権オートレース '14　1回
  - スーパースター王座決定戦 '10, '13　2回
- 青山周平（伊勢崎オートレース場所属） - 2021年9月、第35回全日本選抜で達成。デビューから10年81日での達成は最短記録[注 2]。
  - スーパースター王座決定戦 '15, '19, '20　3回
  - オールスターオートレース '16　1回
  - オートレースグランプリ '18, '19　2回
  - 日本選手権オートレース '18, '19　2回
  - 全日本選抜オートレース '21　1回
- 鈴木圭一郎 （浜松オートレース場所属） - 2025年8月、第29回オートレースグランプリで達成。
  - 全日本選抜オートレース '16, '18, '18, '19, '23　5回
  - 日本選手権オートレース '16, '17, '21　3回
  - スーパースター王座決定戦 '16, '22, '24　3回
  - オールスターオートレース '17, '21, '22, '23　4回
  - オートレースグランプリ '25　1回

### 未公認記録
オートレースグランプリ、東西チャンピオンカップが存在しなかった1996年以前、左記2大会を除く4つの大会を全て制覇した選手に対して称したが、現在は未公認記録扱いとなっている。
- 島田信廣 - 1994年のオールスターオートレースを制覇した際、「最初のグランドスラマー」と称された。
- 片平巧 - 1996年の全日本選抜オートレースを制覇したときにもグランドスラマーと称された。

### グランドスラム達成の近い現役選手
- 池田政和 - SG通算8V、オートレースグランプリを制すれば達成